# Gesundheitsministerium (Demokratische Republik Kongo)
Das Gesundheitsministerium der Demokratischen Republik Kongo (französisch Ministère de la Santé Publique, Hygiène et Prévention, deutsch „Ministerium für öffentliche Gesundheit, Hygiene und Prävention“) ist eines der Ministerien der Regierung der Demokratischen Republik Kongo. Amtierender Gesundheitsminister ist seit 29. März 2023 Samuel Roger Kamba Mulamba.

## Liste der Gesundheitsminister (ab 2007)
- 02/2007–10/2008: Victor Makwenge Kaput
- 10/2008–02/2010: Mopipi Mukulumanya[3]
- 02/2010–04/2012: Victor Makwenge Kaput
- 04/2012–12/2016: Félix Kabange Numbi Mukwampa[4]
- 12/2016–07/2019: Oly Ilunga Kalenga[5][4]
- 07/2019–09/2019: Pierre Kangudia (übergangsweise)[5]
- 09/2019–04/2021: Eteni Longondo[6][7]
- 04/2021–03/2023: Jean-Jacques Mbungani Mbanda[8]
- ab 03/2023: Samuel Roger Kamba Mulamba[1]